# Selim II
Selim II (em turco otomano: سليم ثانى; romaniz.: Selīm-i-sānī, em turco:  II.Selim) (28 de maio de 1524 — 12 de dezembro de 1574) foi um sultão do Império Otomano a partir de 1566 até sua morte. Era filho de Solimão, o Magnífico.